# Pachystachys
Pachystachys, biljni rod iz porodice primogovki smješten u podtribus Tetrameriinae, dio tribusa Justicieae, potporodica Acanthoideae. Sastoji se od 18 južnoameričkih i antilskih vrsta.  Opisan je u Flora Brasiliensis 9: 99. 1847.  Tipična je Pachystachys riedeliana Nees, sinonim za Pachystachys spicata.

## Opis
Polugrmovi i grmovi i Južne Amerike i Kariba.

## Vrste
1. Pachystachys azaleiflora (Rusby) A.L.A.Côrtes
2. Pachystachys badiospica Wassh.
3. Pachystachys coccinea (Aubl.) Nees
4. Pachystachys cordata (Nees) A.L.A.Côrtes
5. Pachystachys dubiosa (Lindau) A.L.A.Côrtes
6. Pachystachys fosteri Wassh.
7. Pachystachys gracilis A.L.A.Côrtes
8. Pachystachys incarnata Wassh.
9. Pachystachys killipii Wassh.
10. Pachystachys linearibracteata A.L.A.Côrtes
11. Pachystachys longibracteata Wassh.
12. Pachystachys lutea Nees
13. Pachystachys ossolae Wassh.
14. Pachystachys puberula Wassh.
15. Pachystachys rosea Wassh.
16. Pachystachys schunkei Wassh.
17. Pachystachys spicata (Ruiz & Pav.) Wassh.
18. Pachystachys velutina (W.Bull) A.L.A.Côrtes